# Overo

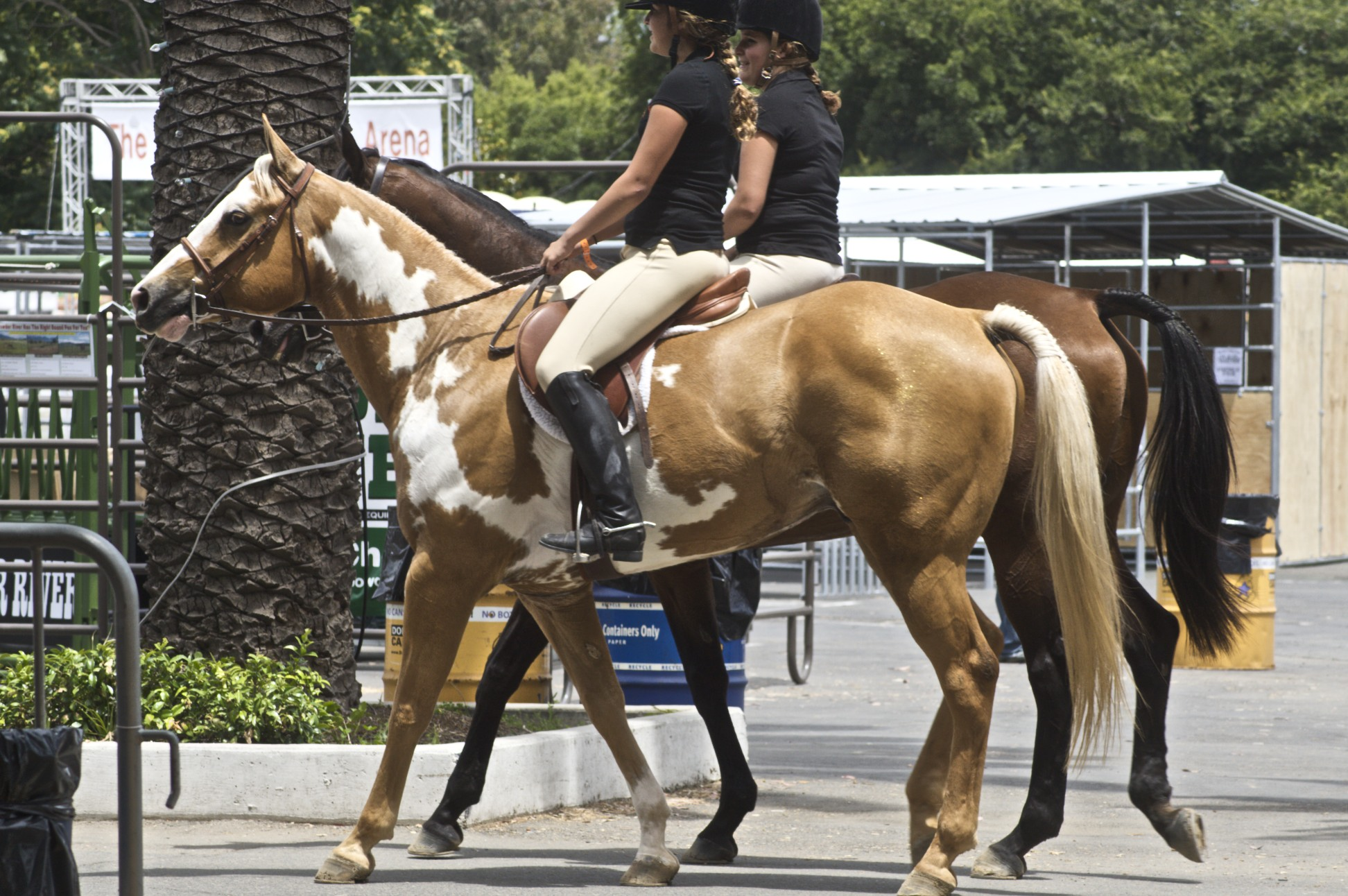
Paint

Overo is de verzamelnaam van alle pintokleurpatronen bij paarden die niet tobiano zijn. De verzameling omvat witpatronen die genetisch niet aan elkaar verwant zijn. Een combinatie van één of meerdere van deze patronen met tobiano wordt tovero genoemd. De verzameling bestaat uit drie witpatronen, te weten: frame overo, sabino en witkopbont.

## Frame overo

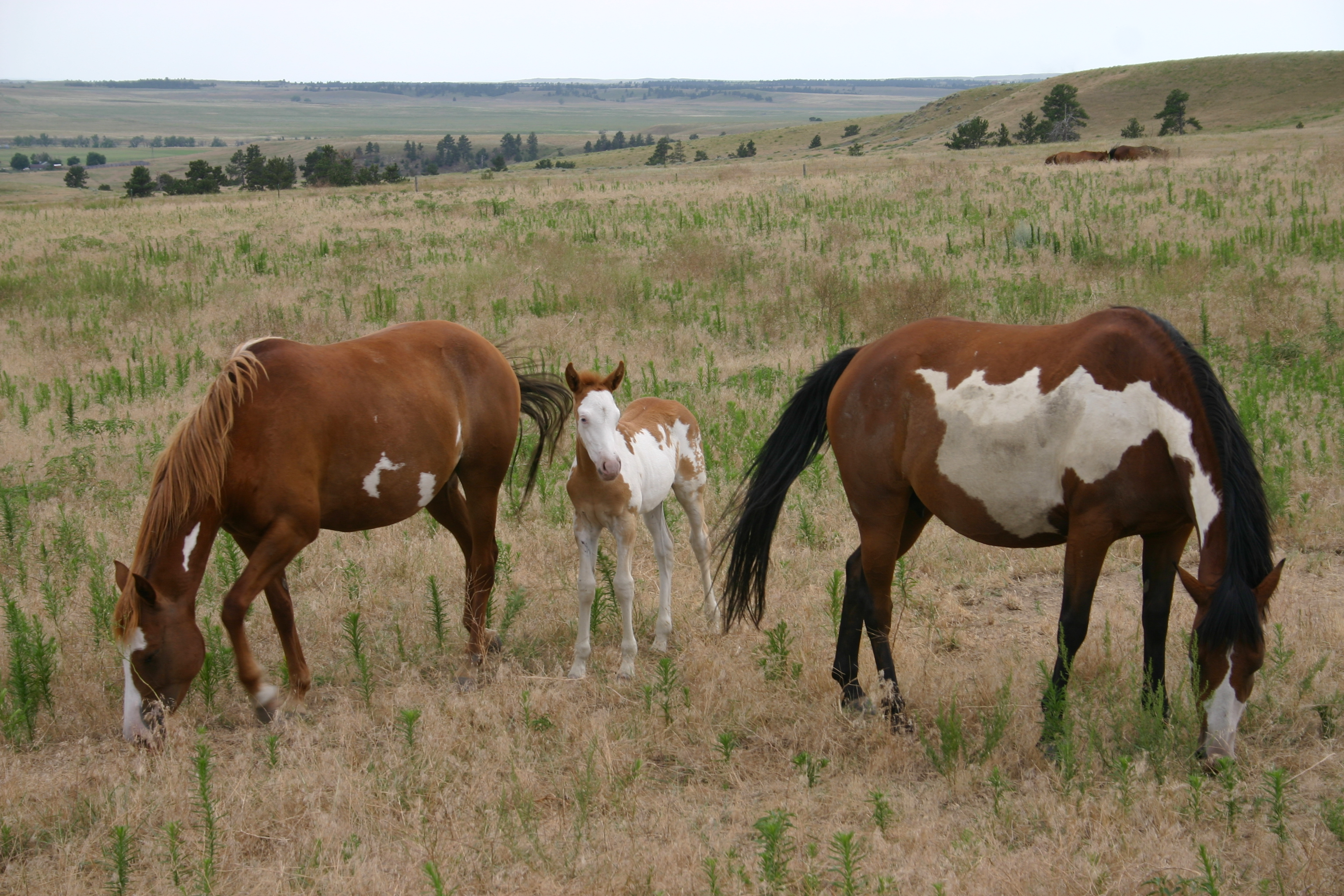
Frame overo

Bij het frame overo-patroon bevindt het wit zich als het ware ingekadert in de omliggende donkere kleur. Het wit loopt niet door over de rug maar soms wel over de nek. Frame overo is een dominant gen dat zich soms minimaal uit. Dragers van het frame-gen bevatten niet altijd zichtbare kenmerken.
Kenmerken:
- Witte aftekening op het hoofd (variabel in grootte)
- De vlekken reiken niet voorbij de ruggengraat
- Duidelijk randen maar veelal onregelmatiger dan tobiano
- Donkere benen
- Meestal blauwe ogen

### OLWS
In homozygote vorm is het frame-gen veroorzaker van Overo Lethal White Syndroom.

## Sabino

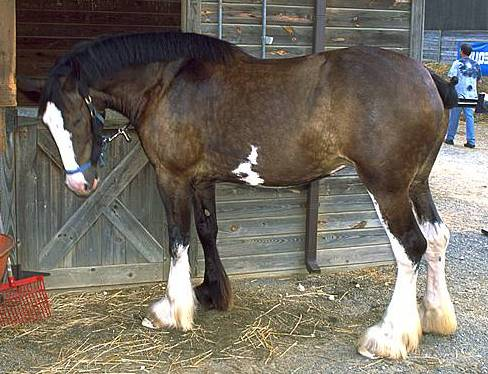
Sabino

Sabino wordt vermoedelijk veroorzaakt door een combinatie van verschillende genen. Welke dit precies zijn is nog niet geheel bekend. Sabino uit zich meestal als grillige patronen maar kan ook zeer minimaal aanwezig zijn. Sabino komt bij veel verschillende rassen voor, zoals Clydesdale, Shire en de Paint. Ook veel arabierenfokkerijen fokken steeds vaker puur op sabino.
Sabino betekent letterlijk 'bleek' of 'gespikkeld' in het Spaans. In Argentinië en Mexico worden vliegenschimmels tot de sabino's gerekend. In de Verenigde Staten en Europa gebruikt men de term uitsluitend voor paarden met een uniek en vervreemdend witpatroon.
Kenmerken:
- Buikvlekken
- Aftekening op de benen
- Kinvlek
- Lipvlek
- Onregelmatige aftekening op het hoofd
- Halsvlekken
- Roaning
- Inktvlekken
- Maanogen

### Sabinopatronen
Sabinopaarden worden ingedeel op basis van de soort en hoeveelheid wit
- Maximum Sabino
- Roaned Sabino (Stekelharig)
- Medicine Hat
- Loud Sabino
- Moderate Sabino
- Minimum Sabino
- Sabino Splashed White (niet te verwarren met Overo Splashed White)

## Splashed white (witkopbont)

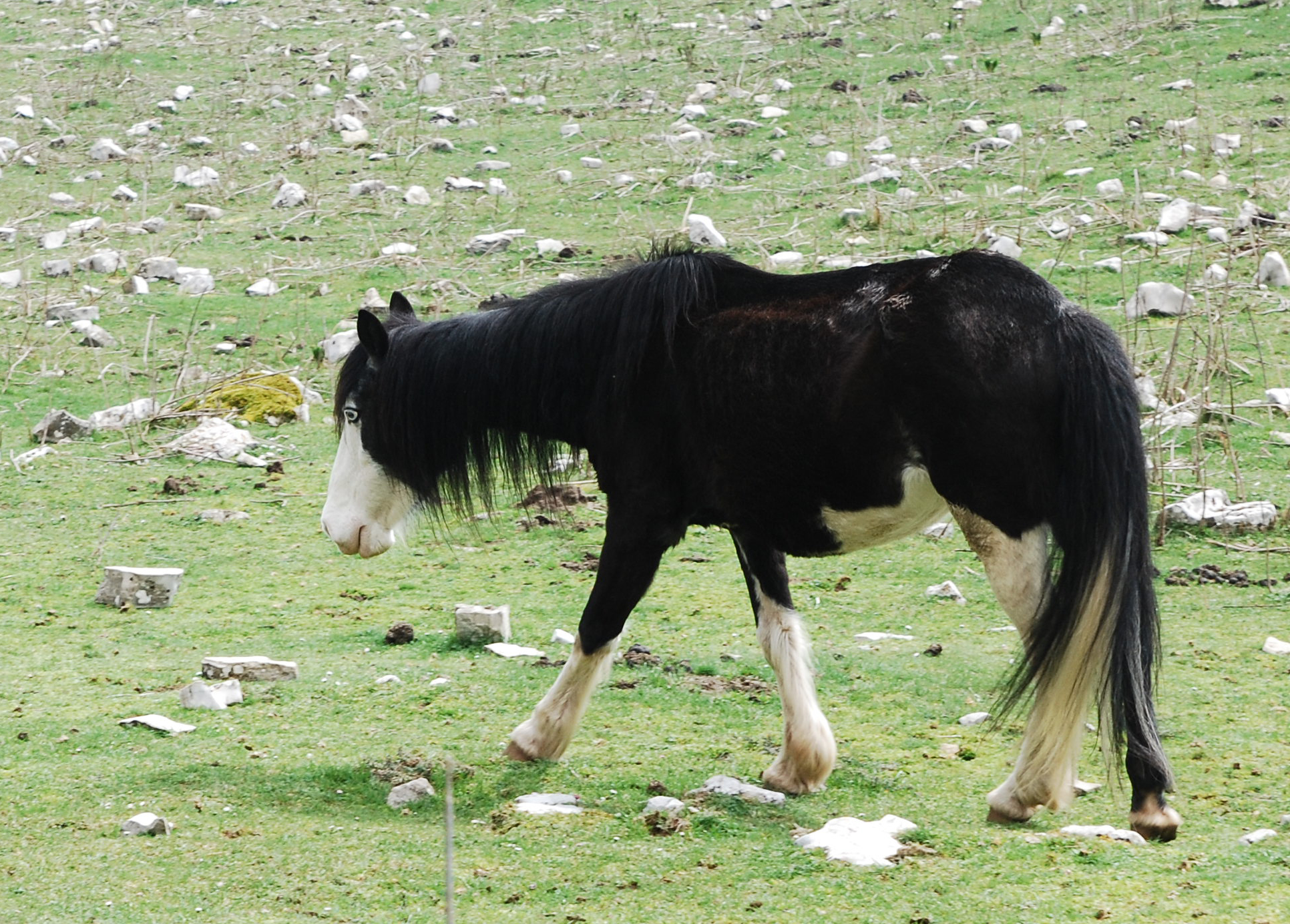
Witkopbont

Splashed white of witkopbont staat bekend vanwege zijn kenmerkende witpatronen, alsof de paarden 'in de verf gedoopt' zijn. Splashed white komt in verschillende rassen voor. De meest bekende daarvan zijn: Quarter horse, Paint, IJslander, (Spaanse) Mustang en de Welsh pony.
Er zijn drie verschillende Splashed white-mutaties bekend die uitsluitend op DNA-niveau van elkaar zijn te onderscheiden.
Kenmerken:
- Witte aftekeningen van onderaf (witte benen, bles en buik). Het wit mag de toplijn kruisen.
- Naar onderen wijd uitlopende bles. Regelmatig ook asymmetrische of scheve blessen.
- Vaak (deels) blauwe ogen
- Scherpe lijnen aan de aftekeningen